# تیفوس کنه‌ای
تیفوس یک بیماری حاد تبدار ناشی از یک نوع باکتری ریکتزیا  و منتقله از حشرات آلوده است. این بیماری دارای سرایت فرد به فرد نیست. این عفونت ممکن است پوست، دستگاه عصبی مرکزی، لوله گوارش و عضلات را درگیر سازد.
به طور کلی سه نوع تیفوس داریم . تیفوس اپیدمیک یا شپشی که عامل آن ریکتزیا پرووازکی می‌باشد و شایعترین نوع تیفوس است. تیفوس آندمیک یا تیفوس ککی یا تیفوس موشی که عامل آن ریکتزیا تیفی است. نوع سوم تیفوس کنه‌ای ( Queensland tick typhus ) که عامل بیماریزا ( R.australis) است.

## علایم و درمان
علائم معمولاً تب، لرز، درد عضلانی، هذیان، بثورات پوستی (راش) تنه و اندام‌ها با اسکار، سرفه، درد مفاصل، سردرد شدید و ترس از نور است. تیفوس کنه‌ای در صورت عدم درمان اغلب کشنده است (در اثر پنومونی یا نارسایی قلب ) . درمان با آنتی بیوتیک‌هایی نظیر تتراسیکلین ها مثل داکسی سیکلین یا کلرامفنیکل می‌باشد . رعایت بهداشت فردی بسیار ضروری است.